# Суховенко, Александр Геннадьевич
Александр Геннадьевич Суховенко (укр. Олександр Геннадійович Суховенко; 6 июня 1987, Магдебург — 14 августа 2024, Сумская область) — украинский военнослужащий, подполковник, участник российско-украинской войны. Герой Украины (2025, посмертно).

## Биография
Александр Суховенко родился 6 июня 1987 года в городе Магдебург. В 1994 году начал обучение в общеобразовательной школе, а с 1997 года продолжил учёбу в селе Малокатериновка Запорожского района, которую окончил в 2004 году. Затем поступил в Запорожский национальный технический университет, где изучал оборудование литейного производства и завершил обучение в 2009 году. Имел жену и дочь Викторию.
С началом вооружённого конфликта на востоке Украины в 2014 году добровольно вступил в ряды защитников страны, участвуя в АТО/ООС. С первых дней полномасштабного вторжения России в Украину в 2022 году вновь присоединился к Вооружённым силам Украины.
Погиб 14 августа 2024 года от пулевого ранения во время выполнения боевого задания в Сумской области.
Похоронен на кладбище Святого Николая в Запорожье.

## Награды
- Звание «Герой Украины» с удостоением ордена «Золотая Звезда» (20 января 2025, посмертно) — за личное мужество и героизм, проявленные в защите государственного суверенитета и территориальной целостности Украины, верность военной присяге[3].